# Ekin Deligöz
Ekin Deligöz (née le 21 avril 1971 en Turquie), est une femme politique allemande d'origine turque. Elle a été élue pour l'Alliance 90 / Les Verts au Bundestag en 1998 et réélue en 2002, en 2005, 2009, 2013 et 2017. 
Cette diplômée en sciences administratives est née en 1971 en Turquie, son arrivée en Allemagne date de 1980. Elle est devenue citoyenne allemande en février 1997 et a été élue au Bundestag pour les Verts un an plus tard. 
Elle est actuellement dans le Haushaltsausschuss du Bundestag (la Commission du Budget du Parlement). 

## Menacée de mort
Dans une interview à Bild am Sonntag datée du 15 octobre 2006, Ekin Deligöz a déclaré, à l'intention des femmes voilées d'origine turque : « Je lance un appel à toutes les femmes musulmanes : rejoignez le monde actuel, rejoignez l'Allemagne, c'est ici que vous habitez, donc enlevez votre voile. [...] Montrez que vous avez les mêmes droits civils et humains que les hommes ». Devant le flot de critiques et les menaces de mort qu'elle a reçues, elle a dû être placée sous la protection de la police fédérale allemande.